# Kubas provinser
Kubas provinser är 15 till antalet och utgör tillsammans med den särskilda kommunen Isla de la Juventud den första underindelningen av landet.
| | |
| 1. Pinar del Río (Pinar del Río) 2. Artemisa (Artemisa) 3. La Habana (Havanna) 4. Mayabeque (San José de las Lajas) 5. Matanzas (Matanzas) 6. Cienfuegos (Cienfuegos) 7. Villa Clara (Santa Clara) 8. Sancti Spíritus (Sancti Spíritus) | 1. Ciego de Ávila (Ciego de Ávila) 2. Camagüey (Camagüey) 3. Las Tunas (Las Tunas) 4. Granma (Bayamo) 5. Holguín (Holguín) 6. Santiago de Cuba (Santiago de Cuba) 7. Guantánamo (Guantánamo) 8. Isla de la Juventud (Nueva Gerona) |

## Historia

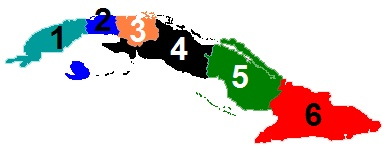
Kubas provinser 1879–1976.

Före 1976 var Kuba indelat i följande sex provinser (från väst till öst):
1. Pinar del Río (i stort sett samma som nuvarande provins med samma namn)
2. La Habana (nuvarande provinsen Mayabeque och delar av nuvarande provinsen Artemisa samt staden Havanna och Isla de la Juventud)
3. Matanzas (i stort sett samma som nuvarande provins med samma namn)
4. Las Villas (före 1940 kallad Santa Clara; nuvarande provinserna Cienfuegos, Villa Clara och Sancti Spíritus samt södra delen av nuvarande provinsen Matanzas)
5. Camagüey (före 1899 kallad Puerto Príncipe; nuvarande provinserna Camagüey och Ciego de Ávila samt före 1970 en mindre del av nuvarande provinsen Las Tunas)
6. Oriente (före 1905 kallad Santiago de Cuba; nuvarande provinserna Las Tunas, Granma, Holguín, Santiago de Cuba och Guantánamo)